# TV1000 Plus One
TV1000 Plus One var en betalings-tv-kanal ejet af Viasat, der sendte samme programmer og i samme rækkefølge som TV1000 – blot med én times forsinkelse. Kanalen blev lukket 1. august 2010.

## Ekstern henvisning
http://www.viasat.dk/
| Fjernsyn | Spire Denne artikel om en tv-kanal er en spire som bør udbygges. Du er velkommen til at hjælpe Wikipedia ved at udvide den. |